# Producerek (film, 1967)
A Producerek (eredeti cím: The Producers) 1967-es amerikai szatirikus filmvígjáték, amelyet Mel Brooks rendezett és írt. A főszerepekben Zero Mostel, Gene Wilder, Dick Shawn és Kenneth Mars láthatók. 
A történet egy színházi producerről és könyvelőjéről szól, akik megtervezik a legrosszabb színpadi musicalt, amely Adolf Hitlerről és a nácikról szól, hogy ezzel nyereségre tegyenek szert.
Témája miatt a film a kezdetektől fogva botrányosnak számított, az évek alatt viszont kultikus filmmé vált. 
A Producerek volt az első film, amelyet Brooks rendezett. Később musical is készült belőle, 2005-ben pedig remake formájában is feldolgozták.

## Cselekmény
Max Bialystock (Zero Mostel) egykor a Broadway sztárja volt, de ma már egy öregedő, csaló, korrupt és kapzsi Broadway producer, aki éli buja életét, gazdag idős nőkkel romantikázva, cserébe a „következő darabjáért”, amelyet talán soha nem fognak előadni. 
Leopold „Leo” Bloom könyvelő (Gene Wilder), egy ideges, hisztériára hajlamos fiatalember érkezik Max irodájába, hogy ellenőrizze a számláit, és felfedez egy 2000 dolláros eltérést Max utolsó darabjának elszámolásában. Max rábeszéli Leót, hogy rejtse el a viszonylag csekély csalást, és miközben a számokat keveri, Leónak van egy felfedezése - a producer sokkal több pénzt kereshet egy bukással, mint sikerrel, ha túlságosan eladja a produkció részvényeit, mert senki sem fogja ellenőrizni egy olyan darab könyvelését, amelyről azt feltételezik, hogy veszteséges volt. Ugyanezen okból kifolyólag egyetlen becsapott befektető sem fog tudomást szerezni a sok másról, így a páros megmenekül a csalás vádjától. Max azonnal életbe lépteti ezt a tervet. Tömegesen túlértékesítik a részvényeket, és előadnak egy olyan darabot, amelyet a premier napján bezárnak, így elkerülve a kifizetéseket, és a duó szabadon menekülhet Rio de Janeiróba a nyereséggel. Leo attól tart, hogy egy ilyen bűnözői vállalkozás kudarcot vall, és börtönbe kerülnek, de Max meggyőzi őt, hogy a jelenlegi szürke egzisztenciája semmivel sem jobb, mint a börtön.
A társak megtalálják az ideális színdarabot a tervükhöz: Springtime for Hitler. Ez egy „szerelmes levél Hitlerhez”, amelyet teljes őszinteséggel írt a zavart ex-náci Franz Liebkind (Kenneth Mars). Max és Leo meggyőzik Liebkindet, hogy adja át a színpadi jogokat, és azt mondják neki, hogy meg akarják mutatni a világnak „azt a Hitlert, akit szerettél, Hitlert, akit ismertél, Hitlert, akinek a szívében egy dal volt”. 
Hogy garantált legyen, hogy az előadás bukás lesz, felbérlik Roger De Bris (Christopher Hewett) rendezőt, akinek darabjait „már az első próbanapon bezárják”. Hitler szerepét egy karizmatikus, de széteső flower power hippire bízzák, ő Lorenzo Saint DuBois, rövidítve L.S.D.. (Dick Shawn) tévedésből betévedt a színházba egy szereposztás miatt. 
Max a darab 25.000%-át eladja a törzsbefektetőinek. A színházban a premier estéjén Max megpróbálja biztosítani az igazán szörnyű kritikát azzal, hogy megpróbálja megvesztegetni a kritikust, aki eljött megnézni az előadást. Ahogy az várható volt, a férfi felháborodik, és Max lábai elé hajítja a pénzt, amit Max a neki adott jegyek köré tekert. Max és Leo eloson egy szemközti bárba, hogy megvárják, amíg a közönség kiviharzik, ha egyszer tényleg megnézik az előadást.
A darab a címadó dal, a Springtime for Hitler című pazar produkcióval kezdődik, amely a náci Németország Európát eltipró pusztítását ünnepli. A közönség elborzad és tömegesen feláll a szám után, de ekkor L.S.D. Hitlerként lép színpadra, és a nézők viccesnek találják beatnik-szerű alakítását és a történet állandó félreértelmezését, és a produkciót szatíra-ként értelmezik. Eközben L.S.D. Hitler ábrázolása feldühíti és megalázza Franz Liebkindet, aki - miután lehull a függöny és ő kirohan a színpadra - szembeszáll a közönséggel és szónokol szeretett darabjával való bánásmód miatt. Leütik és eltávolítják a színpadról, a közönség pedig azt feltételezi, hogy a szónoklat a színjáték része volt. 
Max és Leo megdöbbenésére és rémületére a Springtime For Hitler című darabot nagy sikerű slágernek nyilvánítják, ami azt jelenti, hogy a befektetők a kifizethetőnél nagyobb anyagi megtérülésre számítanak. Max siránkozik: „Olyan óvatos voltam... Rossz darabot választottam, rossz rendezőt, rossz szereposztást... hol is voltam jó?”.
Egy fegyverrel felszerelkezve Franz szembeszáll Max-szal és Leóval, azzal vádolva őket, hogy megszegték a „Hitler-esküt”. Megpróbálja lelőni magát, de kifogy a tölténye. Ekkor hárman elhatározzák, hogy felrobbantják a színházat, hogy véget vessenek a produkciónak, de megsérülnek, letartóztatják őket, bíróság elé állítják, és az esküdtszék „hihetetlenül bűnösnek” találja őket. Az ítélethirdetés előtt Leo szenvedélyes nyilatkozatot tesz, amelyben dicséri Maxet, amiért megváltoztatta az életét és a barátja volt, ugyanakkor úgy is utal rá, mint „a legönzőbb ember, akivel valaha is találkoztam életemben”. Max azt mondja a bírónak, hogy megtanulták a leckét.
Max, Leo és Franz egy állami büntetés-végrehajtási intézetbe kerül. Ott előadnak egy új darabot A szerelem rabjai címmel, amely még rosszabbnak bizonyul, mint a Hitler tavasza, főleg azért, mert Leo és Max arra törekszik, hogy jó darabot csináljon, nem pedig rosszat. Miközben Max és Franz komolyan felügyeli a próbákat, Leo folytatja a régi csalást - a darabból való részesedést túladják a rabtársaiknak, sőt még az igazgatónak is. A „Prisoners of Love” című dal hallható, miközben a stáblista pereg.

## Szereplők
- Zero Mostel: Max Bialystock (Láng József)
- Gene Wilder: Leopold "Leo" Bloom (Józsa Imre)
- Dick Shawn: Lorenzo St. DuBois (L.S.D.) (Szombathy Gyula)
- Estelle Winwood: "Hold Me!  Touch Me!"
- Christopher Hewett: Roger De Bris (Fülöp Zsigmond)
- Kenneth Mars: Franz Liebkind (Kránitz Lajos)
- Lee Meredith: Ulla, a recepciós (Kocsis Judit)
- Renée Taylor: a színésznő, aki Eva Braunt alakítja
- Andreas Voutsinas: Carmen Ghia
- Bill Macy: a zsűri egyik tagja
- William Hickey: részeg férfi a bárban
- David Patch: Joseph Goebbels német politikus
- Barney Martin: a színész, aki Hermann Göringet alakítja
- Madlyn Cates: portás
- Shimen Ruskin: vendéglátó
- Frank Campanella: pincér
- Josip Elic: hegedűs
- John Zoller: kritikus
- Brutus Peck: hotdog-árus
- Mel Brooks: a "Springtime for Hitler" dal énekese (cameoszerep)

## Fordítás
- Ez a szócikk részben vagy egészben  a   The Producers (1967 film) című angol Wikipédia-szócikk fordításán alapul.  Az eredeti cikk szerkesztőit annak laptörténete sorolja fel. Ez a jelzés csupán a megfogalmazás eredetét és a szerzői jogokat jelzi, nem szolgál a cikkben szereplő információk forrásmegjelöléseként.